# Bezujno
Bezujno (cyr. Безујно) – wieś w Bośni i Hercegowinie, w Republice Serbskiej, w gminie Čajniče. W 2013 roku liczyła 64 mieszkańców.